# Ostałów (województwo mazowieckie)
Ostałów – wieś w Polsce położona w województwie mazowieckim, w powiecie szydłowieckim, w gminie Chlewiska. Ma status sołectwa.
| SIMC    | Nazwa           | Rodzaj    |
| ------- | --------------- | --------- |
| 0615902 | Kolonia Ostałów | część wsi |

W latach 1975–1998 miejscowość administracyjnie należała do województwa radomskiego.
Wierni Kościoła rzymskokatolickiego należą do parafii św. Mikołaja w Wysokiej lub do parafii Wniebowzięcia Najświętszej Maryi Panny w Rzucowie.